# Storm aritmico

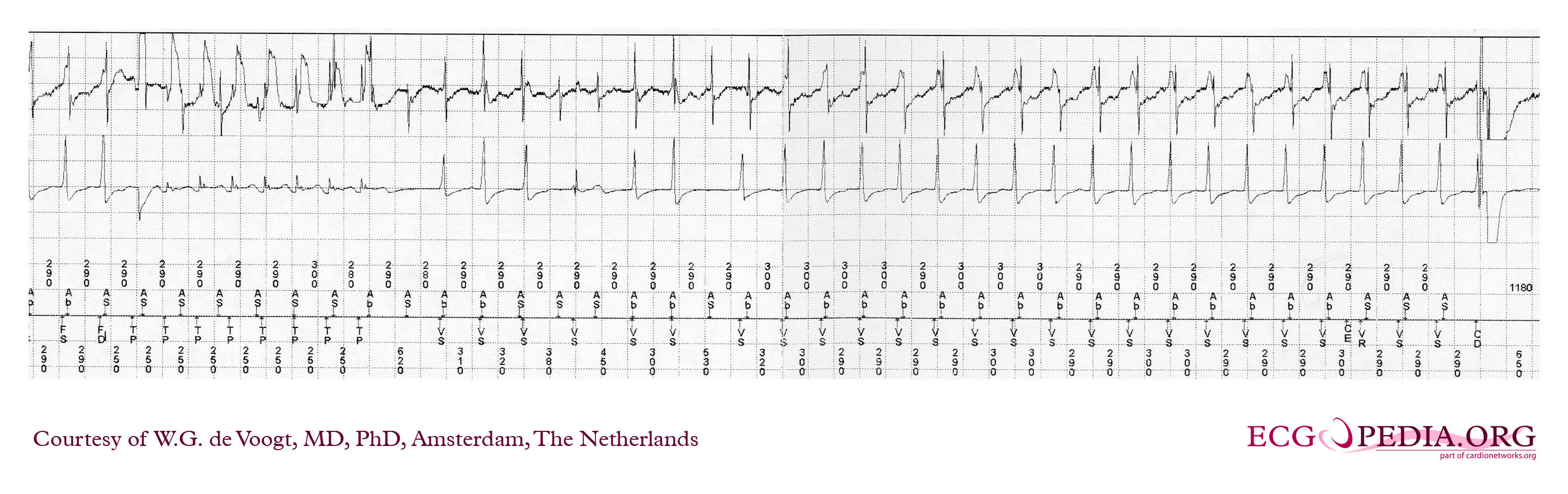
Tachicardia ventricolare: intervento prima con stimolazione antitachicardica e poi con DC shock del defibrillatore. Registrazione endocavitaria

Lo storm aritmico o storm elettrico (tempesta aritmica o elettrica) è una situazione di severa instabilità elettrica del cuore. È caratterizzato dalla presenza, in 24 ore, di tre o più episodi di aritmie ventricolari:
- Tachicardia ventricolare sostenuta
- Fibrillazione ventricolare
- Interventi appropriati del defibrillatore automatico impiantato (ICD o Implantable cardioverter-defibrillator) (sia DC shock[1], sia stimolazione antitachicardica)[2]

In media nell'esperienza clinica lo storm aritmico si presenta con 8 episodi (da 3 a 50) nelle 24 ore e richiede un intervento specialistico urgente. 
Il trattamento dello storm elettrico è legato alla valutazione complessiva di ogni singolo caso. Particolare enfasi viene data attualmente alla terapia ablativa; resta importante comunque l'approccio iniziale di riprogrammazione dei parametri di diagnosi e intervento antitachicardico dell'AICD, nei pazienti che ne sono portatori.

## Cause
Tutte le patologie del cuore possono dare aritmie ventricolari recidivanti. Più di frequente la cardiopatia ischemica (fase acuta dell'infarto miocardico, presenza di cicatrici da pregresso infarto), cardiomiopatie strutturali idiopatiche, cardiopatie valvolari, cardiopatie aritmogene di origine genetica (sindrome di Brugada, cardiomiopatia aritmogena del ventricolo destro, sindrome del QT lungo). Fattori favorenti o scatenanti sono: l'ischemia miocardica acuta, lo scompenso cardiaco, gli squilibri elettrolitici (ipopotassiemia, ipomagnesemia), l'ipertiroidismo, malattie infettive e febbre, i farmaci antiaritmici (effetto proaritmico in particolare delle molecole di classe I A).
La probabilità di verificarsi di una tempesta aritmica è maggiore nei pazienti con bassa frazione di eiezione del ventricolo sinistro.

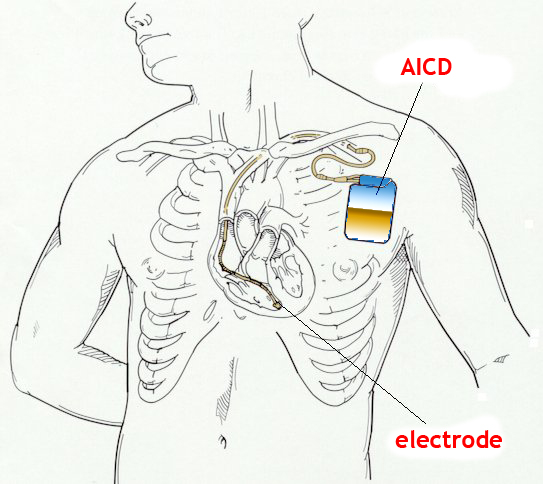
Defibrillatore impiantabile (AICD) monocamerale. È presente un solo catetere inserito in ventricolo destro. Il catetere ha due lunghi elettrodi (coil), uno all'estremità in ventricolo destro, l'altro nel decorso a livello della vena cava superiore; tra i due elettrodi viene erogata la scarica di corrente continua (DC shock)

## Epidemiologia
Lo storm aritmico si verifica nel 10-20% dei portatori di defibrillatore impiantabile, soprattutto se l'indicazione all'impianto era la prevenzione secondaria della morte improvvisa (cioè pazienti che già avevano sofferto di aritmie maggiori) rispetto all'indicazione per prevenzione primaria (cioè pazienti ad alto rischio di aritmie, ma senza eventi precedenti): 28% contro 5%.

## Clinica
Lo storm aritmico si presenta con tre forme di aritmia:
- Tachicardia ventricolare monomorfa: è la più frequente: classicamente si verifica in cardiopatie strutturali nelle quali un trigger come un'extrasistole ventricolare innesca un circuito di rientro intorno ad una regione fibrotica;
- Tachicardia ventricolare polimorfa: più frequente nei casi di ischemia acuta del miocardio, miocardite acuta, cardiomiopatia ipertrofica, canalopatie genetiche;
- Fibrillazione ventricolare: tipica dell'ischemia miocardica acuta, della Sindrome di Brugada, di rare sindromi aritmiche idiopatiche (cioè da causa non nota).

È sempre sintomatica: i sintomi variano dalle palpitazioni alla sincope all'arresto cardiaco. Nei portatori di ICD  viene percepita sul torace la violenta contrazione muscolare dovuta alla scarica del dispositivo.

## Terapia
Lo storm aritmico è un evento drammatico e richiede di frequente la ospedalizzazione (85% dei casi). Il trattamento è specialistico e necessita di  grande esperienza nel campo della Terapia intensiva, dell'Aritmologia e dell'Elettrostimolazione cardiaca e della Cardiologia interventistica. La terapia varia a seconda della malattia e delle cause scatenanti.

### Identificazione e trattamento dei fattori scatenanti
In alcuni casi è possibile identificare e trattare dei fattori scatenanti come l'ischemia acuta, il peggioramento dello scompenso cardiaco, le alterazioni degli elettroliti nel sangue, l'ipertiroidismo, la febbre, gli effetti indesiderati di farmaci antiaritmici (ad esempio chinidina, flecainide, propafenone, amiodarone, sotalolo ecc.).

### Terapia farmacologica
La somministrazione di farmaci avviene per via endovenosa, con monitoraggio non invasivo dei parametri emodinamici e dell'elettrocardiogramma. I farmaci indicati sono:
- Farmaci betabloccanti: metoprololo, propranololo.
- Sedativi: morfina, benzodiazepine, anestetici generali come il propofol, remifentanil, midazolam ecc
- Antiaritmici:  il farmaco più usato è l'amiodarone. La lidocaina è indicata nel caso di tachicardie polimorfe o fibrillazione ventricolare da ischemia acuta; l'infusione di solfato di magnesio nelle aritmie associate a QT lungo. Il bretilio e la procainamide non sono in commercio in Italia. Spesso il paziente è già in trattamento antiaritmico.

### Terapia non farmacologica

#### Riprogrammazione del defibrillatore impiantabile
Si verifica innanzitutto che gli interventi siano appropriati, cioè che non dipendano da errori della diagnostica del dispositivo o da artefatti o da malfunzionamento dei cateteri. 
Di fondamentale importanza è la riprogrammazione del tipo e del tempismo della stimolazione antitachicardica (ATP o pacing antitachicardico) evitando un numero eccessivo di  DC shock immediati all'insorgere dell'aritmia.
Può essere utile aumentare la frequenza di stimolazione basale del pacemaker a valori relativamente alti (100-120 battiti al minuto) in caso di torsione di punta.

#### Coronarografia
Nel caso di ischemia acuta.

#### Supporto emodinamico
Nei casi più gravi con refrattarietà ai farmaci, recidive numerose, D.C. shock ripetuti dell'ICD e instabilità emodinamica si ricorre alla Contropulsazione intraaortica (IABP), anestesia generale, intubazioneorotracheale e ventilazione assistita, fino all'uso di dispositivi percutanei di assistenza ventricolare sinistra.

#### Ablazione transcatetere
Anche in fase acuta è risultata utile e spesso efficace l'ablazione transcatetere con radiofrequenza sia del substrato aritmico sia di trigger (eventi che innescano l'aritmia) come le extrasistoli ventricolari monomorfe (originanti da un solo focus).

## Prognosi
La prognosi (previsione sull'evoluzione della malattia) è legata alla cardiopatia di base e alla presenza di fattori scatenanti corregibili. 
In alcuni casi lo storm aritmico è una complicanza elettrica episodica e transitoria nel decorso di una malattia di cuore, in altri casi è segno di deterioramento irreversibile.
È significativo che nei portatori di AICD per qualunque indicazione lo storm aritmico è predittivo di mortalità soprattutto da cause cardiache non aritmiche, cioè per evoluzione della malattia cardiaca sottostante (ad esempio scompenso cardiaco refrattario alla terapia e irreversibile) e non per l'aritmia stessa.
La mortalità a tre mesi dallo storm aritmico è elevata, superiore comunque alla mortalità durante la stessa fase acuta di trattamento (la terapia farmacologica e non farmacologica è spesso efficace). 
La prognosi a distanza è migliore nei casi di successo della terapia, soprattutto dell'ablazione transcatetere.